# アブ・サダト・ムハマド・サエム
アブ・サダト・ムハマド・サエム（Abu Sadat Mohammad Sayem、1916年3月29日 - 1997年7月8日）は、バングラデシュの法律家、政治家。最高裁判所長官を務めた。1975年11月3日のクーデターの後、バングラデシュの大統領となった。彼は戒厳令司令官とされた。サエムは三軍の長が率いる内閣の上に大統領として立っていた、内閣には民間人のテクノクラートや政治家たちも加わっていた。サエムは健康が悪化して、1977年4月に辞職し、代わってジアウル・ラフマンが大統領となった。

## 生い立ち
サエムは、1916年3月29日にイギリス領インド帝国ベンガル保護領ランプル県で生まれた。ランプル県学校とカーマイケル・カレッジに学んだ。その後、カルカッタ（コルカタ）のプレジデンシー大学に学び、カルカッタ大学の法学部を卒業した。

## 経歴
サエムは、1944年にカルカッタ高等裁判所で代言人 (an advocate) として働き始めた。1947年のインド・パキスタン分離独立後、彼はパキスタン側の東ベンガル州ダッカへ移った。彼は新たに設立されたダッカ高等裁判所に加わった。法律事務所シェル＝エ＝バングラ・AK・ファズルル・ハク (Sher-e-Bangla AK Fazlul Huq) に下級代言人 (a junior advocate) として加わった。やがて彼は、ダッカ高等裁判所弁護士協会書記 (Secretary of  Dhaka High Court Bar Association) に選出された。さらにその後、弁護士協会の副会長に選ばれた。やがて東パキスタン法律家協会の会員となり、同協会の書記、書記長、副会長を歴任した。
またサエムは、パキスタン国立銀行の地域委員会にも選出された。1962年7月3日には、ダッカ高等裁判所判事に任命された。1967年には少数派コミュニティの国外脱出と追放に関わる調査委員会の委員を務めた。1970年には、議会選挙区の区割りに関する委員会 (the Delimitation Commission) の一員に任命された。彼はまた、選挙委員会の委員にも任命された。
1971年、バングラデシュ独立戦争を経てバングラデシュは独立国家となった。1972年1月12日、サエムは、バングラデシュ高等裁判所長官に任じられた。同年12月17日には、バングラデシュ最高裁判所の創設とともに、その長官に任じられた。彼は、バングラデシュとインドの国境における領土の交換をめぐる重要な事案であったベルバリ事件 (Berubari Case) の判決を下した。

1975年11月3日、カレド・モシャラフ准将によるクーデターが発生したのを受けて、サエムは、11月6日に大統領兼戒厳令司令官となった。11月29日に至り、戒厳令司令官からは退いて、陸軍参謀総長 (Chief of Army Staff) だったジアウル・ラフマン少将に代わった。1977年4月21日、サエムは健康上の理由で大統領から退いた。大統領職は、ジアウル・ラフマン少将が引き継いだ。

## 死
サエムは、1997年7月8日に、バングラデシュのダッカで死去した。